# Neuenhagen (Bad Freienwalde)
Neuenhagen è una frazione della città tedesca di Bad Freienwalde (Oder), nel Brandeburgo.

## Storia
Neuenhagen fu citata per la prima volta nel 1337, e costituiva un piccolo centro rurale.
Il 26 ottobre 2003 il comune di Neuenhagen fu aggregato alla città di Bad Freienwalde (Oder).